# Société africaine de représentations industrielles
 (novembre 2023).
La Société africaine de représentations industrielles (SARI) est une entreprise de Côte d'Ivoire dont la principale activité consiste à commercialiser des automobiles et d'autres véhicules à moteur. Son siège est à Abidjan. Fondée [Quand ?], elle pratique aussi le commerce de gros et de détails de bicyclettes et de moteurs hors-bord.